# Marti Malloy
Martilou "Marti" Malloy (Oak Harbor, 23 de junho de 1986) é uma judoca estadunidense que conquistou a medalha de bronze na categoria até 57 kg dos Jogos Olímpicos de Londres 2012.